# Michel Surya
Michel Surya (1954) es un escritor y filósofo francés, especialista destacado en Georges Bataille.

## Trayectoria
Michel Surya es el fundador de la revista Lignes, como figura en el frontispicio de esa publicación, cuyo primer número (Georges Bataille–Jean-Paul Sartre) salió en marzo de 2000, con artículos entre otros de Jean-Luc Nancy, Jacqueline Risset y Georges Didi-Huberman. Asimismo fundó y dirige la editorial Nouvelles éditions Lignes.
Destacó su extenso trabajo de 1987 sobre un gran pensador y novelista: Georges Bataille: la mort à l’œuvre, publicado por Séguier, y luego recogido por Gallimard desde 1992 en la colección TEL.
Surya es un especialista sobresaliente de Bataille, que destaca en Francia junto con Pascal Louvrier (Georges Bataille, la fascination du mal) y Georges Didi-Huberman (La ressemblance informe, ou le gai savoir visuel selon Georges Bataille). De hecho, Surya ha editado y escrito prefacios a las siguientes obras: Georges Bataille: choix de lettres (1917-1962), Gallimard, 1997; Georges Bataille: une Liberté souveraine (exposición sobre Bataille, Fourbis, 1997). En la editorial Lignes, ha seguido con: Georges Bataille: La Structure psychologique du fascisme, 2009; Georges Bataille: Discussion sur le péché, 2010; Georges Bataille: La notion de dépense, 2011; Georges Bataille: L'anus solaire suivi de Sacrifices, 2011; Georges Bataille: La Souveraineté, 2012; Georges Bataille: L'Alleluiah. Catéchisme de Dianus, 2012.
Por otro lado, viene trabajando en una serie de libros Sobre la dominación. Por otra, ha ahondado en la secuencia de libros rotulados Materiologías, que abordan temas como la imprecación literaria; es un asunto vinculado a Bataille, pero asimismo a Artaud, Nietzsche u otros autores, en donde hace valer la mezcla de literatura y filosofía como un acicate para ambas.
En 2015 ha publicado un librito polémico, con materiales inéditos, sobre la ideología reaccionaria de Maurice Blanchot en los tiempos de la Ocupación, y de la que se apartó desde 1945: L'Autre Blanchot. L'écriture de jour, l'écriture de nuit

## Obra

### Ensayos
- Georges Bataille: la mort à l’œuvre, Séguier, 1987; luego en Gallimard, 1992 y 2012.
- De la domination: le capital, la transparence et les affaires, Farrago, 1999: tr. como De la dominación seguido de Retrato del intelectual como animal de compañía, Arena, 2013  ISBN 978-84-95897-96-1. Con él inicia una serie de libros.
- L’Imprécation littéraire: Antelme, Artaud, Bataille, Chestov, Debord, Klossowski, Rushdie, Sade, en su nueva serie Matériologies, I, Farrago, 1999.
- De l'argent: la ruine de la politique, en su serie De la domination II, Payot, 1999.
- Portrait de l'intellectuel en animal de compagnie, que forma De la domination, III, Farrago, 2000.
- Mots et mondes de Pierre Guyotat, como Matériologies, II, Farrago, 2000.
- Humanimalité, éditions du Néant, 2001.
- La Révolution rêvée, Fayard, 2004.
- Humanimalités, predicho por L'idiotie de Bataille, como Matériologies, III, Léo Scheer, 2004.
- Portrait de l'intermittent du spectacle en supplétif de la domination, en su serie De la domination, IV, Lignes, 2007.
- Excepté le possible: Jacques Dupin, Roger Laporte, Bernard Noël, Jean-Michel Reynard, Fissile, 2010.
- Le Polième (Bernard Noël), como Matériologies, IV,  Lignes, 2011.
- Sainteté de Bataille, l'Éclat, 2012.
- Les Singes de leur idéal. Sur l'usage récent du mot "changement", en De la domination, V, Lignes, 2013.
- L'Autre Blanchot. L'écriture de jour, l'écriture de nuit, Tel-Gallimard, 2015.
- Capitalisme et djihadisme. Une guerre de religion, Nouvelles éditions Lignes, 2016.

### Novelas
- Exit, Séguier, 1988.
- Les Noyés, Séguier, 1990.
- Défiguration, Fourbis, 1995.
- Olivet, Fourbis, 1996.
- L'Éternel Retour: roman, Lignes & Manifeste, 2006.
- L'Impasse, Al Dante, 2010.